# Berlin-Liga 2023/24
Die Saison 2023/24 war die 32. Spielzeit der Berlin-Liga der Herren und die sechzehnte als sechsthöchste Spielklasse im Fußball in Deutschland. Sie war die höchste Spielklasse des Berliner Fußball-Verbands.

## Teilnehmende Mannschaften
Diese 18 Mannschaften nahmen an der Berlin-Liga 2023/24 teil:
| ▼Absteiger aus der Oberliga Nordost 2022/23 |
| ------------------------------------------- |
| Blau-Weiß 90                                |

| Mannschaften aus der Berlin-Liga 2022/23 | Mannschaften aus der Berlin-Liga 2022/23 | Mannschaften aus der Berlin-Liga 2022/23 |
| ---------------------------------------- | ---------------------------------------- | ---------------------------------------- |
| Berlin Hilalspor                         | Berliner SC                              | BFC Preussen                             |
| SC Charlottenburg                        | SD Croatia Berlin                        | SV Empor Berlin                          |
| Frohnauer SC                             | TSV Mariendorf 1897                      | Füchse Berlin Reinickendorf              |
| TSV Rudow 1888                           | FSV Spandauer Kickers                    | SFC Stern 1900                           |
| Türkspor Berlin                          | 1. FC Wilmersdorf                        |                                          |

| ▲Aufsteiger aus der Landesliga 2022/23 | ▲Aufsteiger aus der Landesliga 2022/23 |
| Staffel 1                              | Staffel 2                              |
| -------------------------------------- | -------------------------------------- |
| Spandauer SC Teutonia                  | Stern Britz                            |
|                                        | VSG Altglienicke II                    |

Keine Mannschaften kamen aus den Bezirken Lichtenberg, Marzahn-Hellersdorf und Mitte.

## Saisonverlauf
Die Saison begann am 4. August 2023 mit der Begegnung 1. FC Wilmersdorf gegen Stern Britz, die die Wilmersdorfer mit 1:0 gewannen.
In der Anfangsphase der Saison konnte sich der BFC Preussen an der Tabellenspitze absetzen und hatte nach den ersten acht Spielen bereits fünf Punkte Vorsprung auf den ersten Verfolger, Türkspor. Am Tabellenende dagegen gab es einen ständigen Wechsel der roten Laterne und nach dem ersten Saisonviertel fand sich der Berliner SC auf dem letzten Platz wieder, punktgleich mit Aufsteiger Altglienicke II. Auf Grund des Wintereinbruchs Ende November wurden die Spiele am Wochenende vom 1. bis 3. Dezember 2023 durch den Berliner-Fußball-Verband abgesagt. Nachdem die Generalabsage des Verbandes auch für das folgende Wochenende verlängert worden war, gab der BFV bekannt, die Spiele in der zweiten Hälfte des Januars 2024 vor dem Beginn der Rückrunde nachholen zu wollen. Zur Winterpause, die am 18. Dezember 2023 begann, behielt der BFC Preussen seine Führungsposition, gefolgt von den Füchsen Berlin. Am Tabellenende überwinterte der Berliner SC als Schlusslicht. Die beiden anderen Abstiegsränge belegten Aufsteiger Stern Britz und Berlin-Liga-Dauerbrenner Empor Berlin.
Die Winterpause wurde am 24. Januar 2024 mit dem Spiel SC Charlottenburg gegen den BFC Preussen (0:3) beendet. Im März 2024 reichten nur die Preussen den Antrag auf eine Oberliga-Lizenz beim NOFV ein und standen damit formell bereits als erster Aufsteiger fest. Nach dem 30. Spieltag stand Preussen zudem als Meister fest. Nach dem 28. Spieltag stand Stern Britz als erster Absteiger fest. Nach dem 32. Spieltag stand Blau-Weiß 90, im Vorjahr aus der Oberliga zurückgezogen, als zweiter Absteiger fest. Rechnerisch war es zu diesem Zeitpunkt noch für elf Mannschaften möglich, auf dem dritten Abstiegsrang abzuschließen, da Empor Berlin als Tabellensechzehnter nur fünf Punkte hinter dem sechstplatzierten SSC Teutonia lag. Der letzte Spieltag fand am 9. Juni 2024 statt. Dritter Absteiger wurde der TSV Rudow 1888, die nach 14 Jahren in die Landesliga abstiegen.

## Tabelle
| Pl.               | Verein                      | Sp. | S  | U  | N  | Tore    | Diff. | Punkte |
| ----------------- | --------------------------- | --- | -- | -- | -- | ------- | ----- | ------ |
| 1.                | BFC Preussen L              | 34  | 24 | 8  | 2  | 099:260 | +73   | 80     |
| 2.                | Füchse Berlin Reinickendorf | 34  | 19 | 8  | 7  | 081:520 | +29   | 65     |
| 3.                | Spandauer Kickers           | 34  | 15 | 9  | 10 | 067:480 | +19   | 54     |
| 4.                | TSV Mariendorf 1897         | 34  | 16 | 6  | 12 | 057:510 | +6    | 54     |
| 5.                | SC Charlottenburg           | 34  | 15 | 5  | 14 | 046:620 | −16   | 50     |
| 6.                | Spandauer SC Teutonia (N)   | 34  | 15 | 4  | 15 | 070:650 | +5    | 49     |
| 7.                | SFC Stern 1900              | 34  | 14 | 7  | 13 | 058:600 | −2    | 49     |
| 8.                | Berliner SC                 | 34  | 13 | 8  | 13 | 056:530 | +3    | 47     |
| 9.                | SV Empor Berlin             | 34  | 14 | 4  | 16 | 062:720 | −10   | 46     |
| 10.               | SD Croatia Berlin           | 34  | 11 | 12 | 11 | 081:740 | +7    | 45     |
| 11.               | Berlin Türkspor (1)         | 34  | 13 | 9  | 12 | 058:550 | +3    | 45     |
| 12.               | VSG Altglienicke II (N)     | 34  | 13 | 5  | 16 | 069:620 | +7    | 44     |
| 13.               | Frohnauer SC                | 34  | 11 | 11 | 12 | 050:570 | −7    | 44     |
| 14.               | Hilalspor Berlin            | 34  | 13 | 5  | 16 | 061:790 | −18   | 44     |
| 15.               | 1. FC Wilmersdorf           | 34  | 12 | 7  | 15 | 073:830 | −10   | 43     |
| 16.               | TSV Rudow                   | 34  | 10 | 11 | 13 | 044:510 | −7    | 41     |
| 17.               | Blau-Weiß 90 Berlin (A)     | 34  | 10 | 6  | 18 | 045:710 | −26   | 36     |
| 18.               | Stern Britz (N)             | 34  | 3  | 5  | 26 | 048:104 | −56   | 14     |
| Stand: Saisonende |                             |     |    |    |    |         |       |        |

Platzierungskriterien: 1. Punkte – 2. Tordifferenz – 3. geschossene Tore

| (A) | Absteiger aus der Oberliga Nordost 2022/23   |
| (N) | Aufsteiger aus der Landesliga Berlin 2022/23 |